# Atentados de Casablanca de 2003
Los atentados de Casablanca de 2003 fueron cinco atentados terroristas suicidas yihadistas perpetrados por la Salafia Jihadia el viernes 16 de mayo de 2003 en Casablanca, Marruecos. 

## Ataque
En la noche del viernes 16 de mayo los terroristas llevaron a cabo cinco ataques en el barrio de Anfa, en el centro de Casablanca buscando causar el mayor daño posible en lugares simbólicos. El ataque más mortífero, y el primero que se llevó a cabo, fue a las 22ː30 en el restaurante del centro cultural Casa de España, donde varios terroristas se inmolaron en su interior asesinando a 23 personas, entre comensales y empleados, incluidos tres españoles. Además del restaurante, fue atacada la anexa Cámara Española de Comercio.
El segundo tuvo lugar mediante la explosión de un coche bomba en el Hotel Farah, establecimiento de cinco estrellas de propiedad de la cadena hotelera Safir de Baréin, matando a un guardia y un portero. ː
A continuación otro terrorista se dirigió al antiguo cementerio judío, inmolándose a 150 metros de éste y matando a tres transeúntes.
Otros dos atacantes hicieron explotar un coche bomba en el centro educativo y cultural de la Alianza Israelita Universal (AIU), causando solamente daños materiales por encontrarse el edificio vacío a esa hora.
Por último, un tercer coche bomba estalló frente la pizzería Le Positano ante el Consulado-General belga matando a dos policías. 
Dos terroristas fueron arrestados antes de poder llevar a cabo sus ataques. 

## Víctimas
Murieron 45 personas como consecuencia de los ataques, incluidos los 12 terroristas suicidas del total de 14 que intervinieron en los ataques. Más de 100 personas resultaron heridas. Por nacionalidades, treinta y siete muertos fueron marroquíes, cuatro eran españoles, tres franceses y uno italiano. Los empresarios españoles Pedro Abad Lazo (natural de Almería) y Manuel Albiac Tutusaus (natural de Tarragona), asesinados en el restaurante Casa España fueron condecorados con la Gran Cruz de Reconocimiento Civil a las Víctimas del Terrorismo. La tercera víctima española fue el transportista irunés Domingo Mateos Tixeiras

## Atacantes
Los terroristas suicidas tenían una edad comprendida entre los 20 y 23 años de edad. Los atacantes habían sido reclutados y radicalizados en los barrios de chabolas o bidonville de Sidi Moumen de Casablanca. El ataque fue coordinado por una célula francesa del Grupo Islámico Combatiente Marroquí (GICM), conectado a Al Qaeda, compuesta por ciudadanos de doble nacionalidad franco marroquí y franco turca, residentes en el departamento de Yvelines (Francia), radicalizados en los años noventa, que fueron condenados en Francia por terrorismo y desprovistos de nacionalidad francesa en 2015.
En total se detuvieron a 3000 personas, de las que unos 1000 fueron inculpados por asociación delictiva, atentado contra la seguridad del Estado, sabotaje e incitación a la violencia, entre otros cargos. Diecisiete personas fueron condenadas a penas de muerte y un número no determinado a penas de cárcel. El principal acusado de coordinar los atentados, Abdalhak Mul Sebbat, fue detenido el 25 de mayo y murió al día siguiente cuando iba a ser trasladado a un hospital desde las dependencias policiales. En abril de 2008 se fugaron de la prisión de Kenitra nueve de los terroristas condenados: uno a pena de muerte, cuatro a cadena perpetua y el resto a diferentes años de prisión.

## Consecuencias
Fueron los peores atentados terroristas en la historia del país desde los atentados de 1994 al hotel Asni de Marrakech.  La sociedad marroquí quedó conmocionada y se reforzaron las medidas de seguridad antiterrorista. Además, Mohamed VI reforzó su legitimidad religiosa con el establecimiento de una política de control de las enseñanzas religiosas en mezquitas y centros religiosos para frenar la expansión del fundamentalismo islámico. La idea generalizada de Marruecos como país inmune a las ideas del terrorismo islamista se debilitó, desapareciendo completamente tras los atentados del 11-M al año siguiente.
España cometió el error de minimizar el significado del ataque hacia el centro cultural Casa de España y de no considerar a España como objetivo de Al Quaeda, lo que se hizo patente un año más tarde en los atentados del 11-M. de 2004
En 2012 se estrenó la película Los caballos de Dios (Les chevaux de Dieu) de Nabil Ayouch, 2012, una interpretación libre de estos atentados terroristas.